# Distrito de Chiclayo
El Distrito de Chiclayo es uno de los veinte distritos de la provincia de Chiclayo, ubicada en el Departamento de Lambayeque, bajo la administración del Gobierno Regional de Lambayeque, en el Perú.  Limita por el norte con los distritos de Picsi, José Leonardo Ortiz y Lambayeque; por el sur con Zaña, Reque y La Victoria; por el este con Zaña; y, por el oeste con Pimentel y San José.
Desde el punto de vista jerárquico de la Iglesia católica, forma parte de la diócesis de Chiclayo.

## Historia
Fue creado en los primeros años de la República.

## Geografía
El distrito abarca una superficie de 50,35 km²

### Centros poblados
- Urbanos
  - Chiclayo, con 270 208 hab.
  - 127 091 hombres
  - 143 117  mujeres
- Rurales 
  - San Luis, con 288 hab.

## Autoridades

### Municipales
- 2019 - 2022[2]
  - Alcalde: Marcos Antonio Gasco Arrobas, de Podemos por el Progreso del Perú.
  - Regidores:

  1. Junior Leyson Vásquez Torres (Podemos por el Progreso del Perú)
  2. Felipa Roxana Orosco Nunton (Podemos por el Progreso del Perú)
  3. Ricardo Guillermo Lara Doig (Podemos por el Progreso del Perú)
  4. Marino Olivera Cruzado (Podemos por el Progreso del Perú)
  5. Pedro Ernesto Ubillús Falla (Podemos por el Progreso del Perú)
  6. Lucy Karina Villegas Campos (Podemos por el Progreso del Perú)
  7. Carlos Montenegro Gonzáles (Podemos por el Progreso del Perú)
  8. Javier Fernando Montenegro Cabrera (Podemos por el Progreso del Perú)
  9. María Nela Berna Cleghorn (Podemos por el Progreso del Perú)
  10. Randy Vegas Díaz (Alianza para el Progreso)
  11. Percy Milton Espinoza Gonzáles (Alianza para el Progreso)
  12. Jony Guillermo Piana Ramírez (Juntos por el Perú)
  13. José Luis Nakamine Kobashigawa (Primero Lambayeque)
  14. Andrés Orlando Puell Varas (Partido Democrático Somos Perú)
  15. Andrés Calderón Purihuamán (Fuerza Popular)

### Policiales
- Comisaría César Llatas Castro
  - Comisarioː  Cmdte. PNP Óscar Fernández Fernández.[3]

## Festividades
- Sagrado Corazón de Jesús
- Cruz de Chalpón
- Señor de la Justicia